# Írország az 1998. évi téli olimpiai játékokon
Írország a japán Naganóban megrendezett 1998. évi téli olimpiai játékok egyik részt vevő nemzete volt. Az országot az olimpián 2 sportágban 6 sportoló képviselte, akik érmet nem szereztek.

## Alpesisí
Férfi
| Versenyző                       | Versenyszám | Eredmény | Helyezés |
| ------------------------------- | ----------- | -------- | -------- |
| Patrick-Paul Schwarzacher-Joyce | Lesiklás    | 1:58,71  | 27.      |

| Versenyző                       | Versenyszám | Műlesiklás | Műlesiklás | Műlesiklás | Műlesiklás | Műlesiklás | Műlesiklás | Lesiklás | Lesiklás | Összesítés | Összesítés |
| Versenyző                       | Versenyszám | 1. futam   | 1. futam   | 2. futam   | 2. futam   | Össz.      | Össz.      | Lesiklás | Lesiklás | Összesítés | Összesítés |
| Versenyző                       | Versenyszám | Idő        | Hely.      | Idő        | Hely.      | Idő        | Hely.      | Idő      | Hely.    | Idő        | Helyezés   |
| ------------------------------- | ----------- | ---------- | ---------- | ---------- | ---------- | ---------- | ---------- | -------- | -------- | ---------- | ---------- |
| Patrick-Paul Schwarzacher-Joyce | Összetett   | 1:00,11    | 25.        | 56,11      | 21.        | 1:56,22    | 21.        | 1:42,81  | 14.      | 3:39,03    | 15.        |

## Bob
| Versenyző                                             | Versenyszám | 1. futam | 1. futam | 2. futam | 2. futam | 3. futam | 3. futam | 4. futam | 4. futam | Összesítés | Összesítés |
| Versenyző                                             | Versenyszám | Idő      | Hely.    | Idő      | Hely.    | Idő      | Hely.    | Idő      | Hely.    | Idő        | Helyezés   |
| ----------------------------------------------------- | ----------- | -------- | -------- | -------- | -------- | -------- | -------- | -------- | -------- | ---------- | ---------- |
| Jeff Pamplin Terry McHugh                             | Kettes      | 56,32    | 28.      | 56,05    | 27.      | 55,99    | 27.      | 55,96    | 27.      | 3:44,32    | 27.        |
| Peter Donohoe Simon Linscheid                         | Kettes      | 57,03    | 35.      | 57,26    | 37.      | 56,57    | 32.      | 56,59    | 33.      | 3:47,45    | 35.        |
| Jeff Pamplin Simon Linscheid Garry Power Terry McHugh | Négyes      | 55,79    | 29.      | 55,57    | 29.      | 55,87    | 30.      |          |          | 2:47,23    | 30.        |